# Zingende revolutie

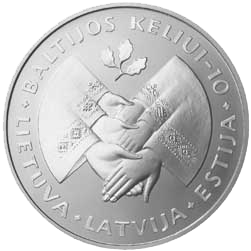
Litouwse munt ter herdenking van de Baltische Weg, 1999

De zingende revolutie is de informele aanduiding voor de geweldloze revolutie tussen 1987 en 1991 die tot hernieuwde onafhankelijkheid voor de Baltische staten leidde. 
In de Sovjet-Unie was voor de niet-Russische volkeren het zingen van volksliedjes waarin wat al te nadrukkelijk het vaderland werd genoemd (in Sovjettermen: ‘nationalistische liederen’) streng verboden. Gedurende de tijd van de perestrojka (1987-1991) zong men bij nationale bijeenkomsten en geweldloze demonstraties illegaal traditionele volksliederen, die het gezamenlijk cultureel verleden benadrukten en het volk hechter maakten. Daaronder waren ook de officiële volksliederen uit de tijd van de onafhankelijkheid (1918-1940): Mu isamaa, mu õnn ja rõõm in Estland, Dievs, svētī Latviju in Letland en Tautiška giesmė in Litouwen. Deze verboden liederen zijn alle drie na 1991 weer het officiële volkslied geworden.
Daarom zijn de acties van de onafhankelijkheidsbewegingen Rahvarinne in Estland, Latvijas Tautas fronte in Letland en Sąjūdis in Litouwen bekend geworden onder de naam zingende revolutie. Alle drie de organisaties begonnen met aandacht te vragen voor de ondergeschikte positie van de landstalen tegenover het Russisch en openheid te eisen over het Molotov-Ribbentroppact, dat in 1939 het einde van de onafhankelijkheid van de Baltische staten inluidde. Later radicaliseerden ze en eisten ze herstel van de onafhankelijkheid. Die kregen ze definitief in 1991.
Het hoogtepunt van de zingende revolutie was de ‘Baltische Weg’, een menselijke keten vanaf de Estische hoofdstad Tallinn via de Letse hoofdstad Riga naar de Litouwse hoofdstad Vilnius. De manifestatie werd gehouden op 23 augustus 1989, de vijftigste verjaardag van het Molotov-Ribbentroppact. De keten was 600 kilometer lang en er deden twee miljoen mensen aan mee.